# Tanti auguri/Amoa
(Raffaella Carrà, "Tanti auguri")
Tanti auguri/Amoa è il diciassettesimo singolo della cantante pop Raffaella Carrà, pubblicato nel 1978 dall'etichetta discografica CBS e distribuito dalle Messaggerie Musicali di Milano.

## Il disco
Entrambi i brani sono contenuti nell'album Raffaella del 1978.
La versione del singolo per il mercato estero ha come lato b la canzone California (CBS 6132).
In Italia nel 1978 ha raggiunto la 38ª posizione nella classifica settimanale delle vendite.

## Tanti auguri
È un "evergreen" della musica italiana e del repertorio della cantante. 
Il brano fu usato come sigla iniziale del discusso programma televisivo della Rete 1 nazionale Ma che sera, girata nel parco tematico dell'Italia in miniatura a Rimini.
Il video è disponibile sul DVD nel cofanetto Raffica Carrà del 2007.
Il testo descrive i costumi di una donna libera e indipendente, esaltando il sesso in tutte le sue forme, "in campagna ed in città", riconfermando la soubrette come icona erotica degli italiani. Il ritornello è entrato poi nell'immaginario collettivo per lo slogan scanzonato ed ironico "come è bello far l'amore da Trieste in giù".
La canzone è stata tradotta in spagnolo col titolo Hay que venir al sur (testo di Manuel Ángel Díaz Martínez detto Manolo) ed è disponibile sui singoli internazionali insieme a Soy negra (rimasta col testo in italiano).
Nel 1999 negli album di remix Fiesta - I grandi successi per l'Italia e Fiesta - Grandes Éxitos per i mercati latini, Raffaella ripropone il brano in versione dance, rispettivamente cantandolo in italiano e in spagnolo.
La cantante estone Anne Veski ne realizzò una cover dal titolo Jätke võtmed väljapoole.
In seguito alla sua scomparsa nel 2021, è uno dei suoi brani con il successo più riprodotto su Spotify con oltre venticinque milioni di streaming e venti milioni di visualizzazioni su YouTube, conquistando il disco d'oro per aver venduto oltre 35 000 copie.

## Amoa
Lato b del disco, era la sigla finale di Ma che sera.
Anche il video di questo brano è disponibile sul DVD nel cofanetto Raffica Carrà del 2007.

## Tracce
Edizioni musicali Sugar Music (ABR Anteprima)
Lato A
1. Tanti auguri – 3:50 (testo: Gianni Boncompagni, Daniele Pace – musica: Gianni Boncompagni, Paolo Ormi)

Lato B
1. Amoa – 3:25 (testo: Gianni Boncompagni – musica: Gianni Boncompagni, Paolo Ormi)

## Classifiche
| Classifica (1978) | Posizione raggiunta |
| ----------------- | ------------------- |
| Italia            | 38                  |